# Comitato Paralimpico Oceaniano
Il Comitato Paralimpico Oceaniano è un'organizzazione che raggruppa i comitati paralimpici per lo sport per disabili dell'Oceania. Fa parte del Comitato Paralimpico Internazionale.

## Membri
| Stato              | Comitato                          | Nome ufficiale                         |
| ------------------ | --------------------------------- | -------------------------------------- |
| Australia          | Comitato paralimpico australiano  | Paralympics Australia                  |
| Figi               | Comitato paralimpico figiano      | Fiji Paralympic Association            |
| Isole Salomone     | Comitato paralimpico salomonese   | Solomon Islands Paralympic Committee   |
| Kiribati           | Comitato paralimpico gilbertese   | Kiribati National Paralympic Committee |
| Nuova Zelanda      | Comitato paralimpico neozelandese | Paralympics New Zealand                |
| Papua Nuova Guinea | Comitato paralimpico papuano      | Papua New Guinea Paralympic Committee  |
| Samoa              | Comitato paralimpico samoano      | Samoa Paralympic Committee             |
| Tonga              | Comitato paralimpico tongano      | Tonga National Paralympic Committee    |
| Vanuatu            | Comitato paralimpico vanuatuano   | Vanuatu Paralympic Committee           |